# Kunđevac
Kunđevac je naseljeno mjesto u Republici Hrvatskoj u Zagrebačkoj županiji. 

## Zemljopis
Administrativno je u sastavu općine Dubrava. Naselje se proteže na površini od 1,25 km².

## Stanovništvo
Prema popisu stanovništva iz 2001. godine u Kunđevcu žive 92 stanovnika i to u 31 kućanstvu. Gustoća naseljenosti iznosi 73,6 st./km².
| broj stanovnika |       |       |       |       |       |       |       |       |       | 140   | 118   | 121   | 111   | 106   | 92    | 79    | 77    |
|                 | 1857. | 1869. | 1880. | 1890. | 1900. | 1910. | 1921. | 1931. | 1948. | 1953. | 1961. | 1971. | 1981. | 1991. | 2001. | 2011. | 2021. |